# Đồng Văn, Quế Phong
Đồng Văn là một xã thuộc huyện Quế Phong, tỉnh Nghệ An, Việt Nam.
Xã Đồng Văn có diện tích 286,28 km², dân số năm 1999 là 3152 người, mật độ dân số đạt 11 người/km².